# Sparadok
Sparadok (starogrško starogrško Σπαράδοκος, Sparádokos, bolgarsko Спарадок, Sparadok) je bil kralj  tračanskega Odriškega kraljestva, ki je vladal približno od leta 448 do 444 pr. n. št.,  * ni znano, † ni znano.
Bil je sin kralja Teresa I., brat kralja Sitalka in  stric kralja Sevta I.. Kovanci z njegovim imenom so razstavljeni v Arheološkem muzeju v Sofiji.

## Vladanje
Oktobra 447 pr. n. št. je verjetno sklenil pogodbo z Atensko pomorsko zvezo, ki je urejala plačevanje davkov grških kolonij na severnem Egejskem morju, Propontu in Helespontu Odriškemu kraljestvu. Sparadok grških kolonij ni zasedel, njihova obdavčitev pa je finančno stabilizirala njegovo državo.

## Zanimivost
Po Sparadoku se imenuje rt Sparadok na Livingstonovem otoku v Južnih šetlandskih otokih na Antarktiki.